# Rampage: Capital Punishment
Rampage: Capital Punishment ist ein kanadischer Actionfilm in Koproduktion von Uwe Boll aus dem Jahr 2014. Der Film ist die erste Fortsetzung von Rampage (2009). 2016 folgte Rampage: President Down.

## Inhalt
Unmittelbar nach seinem Amoklauf in Tenderville verschwand Bill und lebte jahrelang im Verborgenen mit dem Geld, das er während des Massakers von einer Bank gestohlen hatte. Die Videoaufzeichnung seiner Schimpftiraden über gewaltsame Bevölkerungskontrolle hat seitdem Millionen von Aufrufen erhalten und macht Bill zu einer Internet-Sensation. Heute verwendet Bill das gestohlene Geld, um einen weiteren Amoklauf zu finanzieren, indem er eine Reihe von Waffen kauft, darunter zwei vollautomatische, militärtaugliche Mk 18 Mod 0-Karabiner und selbstgebaute  Sprengstoffe. Nachdem Bill die letzten Vorbereitungen für den Amoklauf getroffen hat, rasiert er sich den Kopf kahl, zieht seinen Körperschutz an und steckt das Innere seines Hauses in Brand. Er fährt in eine Gasse und nutzt deren Tarnung, um unentdeckt mehrere zufällige Fußgänger zu erschießen, bevor er versucht, in eine Bingohalle einzudringen, die er jedoch wieder verlässt, nachdem er festgestellt hat, dass sie geschlossen ist.
Bill reist dann zu einem Fernsehsender in Washington, D.C., wo er sein Auto in die Luft jagt und das Gebäude betritt. Drinnen schießt er mit den Karabinern auf den Wachmann und mehrere Angestellte. Anschließend hält er die Überlebenden, darunter den Nachrichtensprecher Chip Parker, als Geiseln und zwingt sie mit vorgehaltener Waffe in einen Keller. Er tötet eine der Geiseln, als er einen seiner Befehle missachtet. Bill gibt Chip später eine CD und weist ihn an, nach oben zu gehen und den Inhalt der CD landesweit auszustrahlen und dann mit einem Kamerateam zurückzukehren, damit sie ein Live-Interview mit ihm führen können. Chip stimmt zu und verlässt den Keller, wo er seine Anweisungen an die antwortenden Polizisten weitergibt. Beim Versuch, die Scheibe zu lüften, rutscht er jedoch versehentlich aus und zerbricht. Er kehrt in den Keller zurück und erzählt Bill, was passiert ist, und ein aufgeregter Bill gibt ihm ein Duplikat der CD.
Während Chip weg ist, kritisiert Bill eine der Geiseln für ihr Privatleben, bevor er sie tötet.  Dann wird er mit einer anderen Geisel konfrontiert, die sich als Schwester eines der Menschen entpuppt, die er in Tenderville getötet hat. Als sie ihre Absicht zum Ausdruck bringt, ihn zu töten, zwingt Bill einen widerstrebenden männlichen Geisel, sie zu schlagen. Schließlich wird der Inhalt der CD live im Fernsehen ausgestrahlt. Darin schimpft Bill in einer Videoaufzeichnung darüber, wie fehlerhaft das aktuelle System sei und dass die US-Regierung amerikanische Bürger und Ereignisse im Interesse des Reichtums manipuliere. Das Video endet damit, dass Bill das amerikanische Volk auffordert, gewaltsam gegen Politiker und Reiche vorzugehen, um die Gesellschaft wiederherzustellen.  In der Zwischenzeit gelingt es den Beamten, Kontakt zu Bills Vater aufzunehmen, um ihn als Appell an Bill zu nutzen.
Chip kehrt mit einem Kamerateam, darunter einem Undercover-Polizisten, in den Keller zurück und gibt Bill ein Mobiltelefon mit seinem Vater am anderen Ende. Mr. Williamson versucht, sich an Bill zu wenden, und enthüllt dann, dass seine Mutter nach einem Autounfall an den Folgen von Medikamenten gestorben ist, die sie nach Bills erstem Amoklauf und seinem Verschwinden gegen Depressionen eingenommen hatte. In diesem Moment wird Bill misstrauisch gegenüber dem verdeckten Ermittler, tötet ihn und beendet dann abrupt das Gespräch mit seinem Vater. Mithilfe versteckter Überwachungskameras, die er zuvor implantiert hat, bemerkt er, wie SWAT-Teams im Keller zusammenkommen, und zündet aus der Ferne Sprengstoff, wodurch die Beamten getötet oder handlungsunfähig gemacht werden.  Auf Drängen von Chip beginnt Bill mit dem Live-Interview, in dem er seine Schimpftiraden in der CD genauer beschreibt und auch seine Meinung zum Töten unschuldiger Menschen vertritt. Auf die Frage, ob er es bereut, nicht dabei gewesen zu sein, als seine Mutter starb, ist er sichtlich verärgert, antwortet jedoch, dass sein Ziel über die Familie hinausgeht und dass es um das Überleben der Menschheit geht. Dann offenbart er seine Absicht, zusammen mit Chip zu sterben, bevor er ihm in den Arm schießt und die anderen Geiseln freilässt.
Bill verwickelt sofort ein SWAT-Team in eine Schießerei, bevor er in das Lüftungssystem des Gebäudes flüchtet und eine Gasbombe zurücklässt. Gerade als das SWAT-Team die Bombe entdeckt, explodiert sie, zerstört die gesamte Station und tötet alle darin (insgesamt 128), einschließlich Chip und die Beamten. Dann wird gezeigt, dass Bill gesund und munter ist und sich auf seinem Handy einen Bericht über die Zerstörung der Station ansieht. Dabei entdeckt er ein junges Mädchen, das ein Buch liest, und kritisiert sie, weil sie eines liest und ihr erzählt, sie sei vom System einer Gehirnwäsche mit Lügen unterzogen worden. Bill gibt ihr dann eine Beretta 92-Pistole und weist sie an, damit ihre Eltern und dann sich selbst zu töten, bevor er sie mit einem zufriedenen Gesichtsausdruck wegschickt.

## Produktion und Veröffentlichung
Am 9. Januar 2014 gab The Hollywood Reporter bekannt, dass Uwe Boll mit der Entwicklung einer Fortsetzung von Rampage begonnen hatte, in der Brendan Fletcher als Bill Williamson zurückkehrt. Natalia Tudge ist die Produzentin des Films. Ein Teaser für den Film wurde am 31. Januar 2014 veröffentlicht. Der Film kam am 19. August 2014 raus. Am 26. September 2014 erschien der Film in einer ungekürzten Fassung mit der Altersfreigabe „keine Jugendfreigabe“ in Deutschland.

## Synchronisation
| Figur           | Schauspieler     | Deutscher Synchronsprecher |
| --------------- | ---------------- | -------------------------- |
| Bill Williamson | Brendan Fletcher | Sebastian Schulz           |
| Chip Parker     | Lochlyn Munro    | Markus Pfeiffer            |
| John            | John Sampson     | Boris Tessmann             |
| Marc            | Mike Dopud       | Stefan Gossler             |
| Andy            | Uwe Boll         | Uwe Boll                   |
| Mr. Williamson  | Matt Frewer      | Daniel Werner              |

## Rezeption
- Lexikon des internationalen Films: „Nicht mehr als eine mit thesenhafter Kapitalismus-Kritik bemäntelte Baller-Orgie.“[6]